# Mlin (otok)
Koordinati:   43°27′01″N, 16°14′22″E
Mlin je majhena nenaseljena čer v Jadranskem morju. Pripada
Hrvaški.
Čer, na kateri stoji svetilnik, leži okoli 4,5 km vzhodno od otoka Drvenik Veli. Površina čeri meri 0,012 km². Dolžina obalnega pasu je 0,42 km.
Iz pomorske karte je razvidno, da svetilnik oddaja svetlobni signal: B Bl(2) 10s.
Nazivni domet svetilnika je 8 milj.